# Franqueville (Somme)
Franqueville é uma comuna francesa na região administrativa de Altos da França, no departamento de Somme. Estende-se por uma área de 6,26 km². Em 2010 a comuna tinha 173 habitantes (densidade: 27,6 hab./km²).